# Campionati italiani assoluti di atletica leggera indoor 2015
I XLVI Campionati italiani assoluti di atletica leggera indoor si sono svolti al Palaindoor di Padova, che per la prima volta ha ospitato un campionato italiano assoluto, il 21 e 22 febbraio 2015 e hanno visto l'assegnazione di 26 titoli (13 maschili e 13 femminili).
Hanno partecipato alla manifestazione 496 atleti (218 uomini e 225 donne), rappresentanti di 109 diverse società.
Nella prima giornata di gare l'atleta Marta Zenoni ha riscritto la migliore prestazione italiana allieve nei 1500 metri con un tempo pari a 4'18"86, inferiore anche al primato nazionale juniores.

## Risultati

### Uomini
| Specialità                                                                              | Oro                                                                                   | Prestazione | Argento                                                                           | Prestazione | Bronzo                                                                                             | Prestazione |
| Corse                                                                                   |                                                                                       |             |                                                                                   |             | |             |
| 60 m                                                                                    | Delmas Obou Gruppi Sportivi Fiamme Gialle                                             | 6"66        | Michael Tumi Gruppo Sportivo Fiamme Oro                                           | 6"67        | Fabio Cerutti Gruppi Sportivi Fiamme Gialle                                                        | 6"71        |
| 400 m                                                                                   | Matteo Galvan Gruppi Sportivi Fiamme Gialle                                           | 46"80       | Francesco Cappellin Centro Sportivo Aeronautica Militare                          | 47"39       | Isalbet Juarez Gruppo Sportivo Fiamme Oro                                                          | 47"94       |
| 800 m                                                                                   | Joao Bussotti Atletica Livorno 1950                                                   | 1'50"68     | Lorenzo Pilati Atletica Valli di Non e Sole                                       | 1'51"01     | Christian Obrist Centro Sportivo Carabinieri                                                       | 1'51"12     |
| 1500 m                                                                                  | Joao Bussotti Atletica Livorno 1950                                                   | 3'54"25     | Michele Oberti Atletica Bergamo 1959                                              | 3'54"90     | Christian Obrist Centro Sportivo Carabinieri                                                       | 3'55"05     |
| 3000 m                                                                                  | Said El Otmani Atletica Reggio                                                        | 8'06"27     | Yassine Rachik Atletica Cento Torri Pavia                                         | 8'08"81     | Andrea Tagnese CUS Torino                                                                          | 8'09"00     |
| 60 m hs                                                                                 | Hassane Fofana Gruppo Sportivo Fiamme Oro                                             | 7"80        | Stefano Tedesco Gruppi Sportivi Fiamme Gialle                                     | 7"90        | Ivan Mach Di Palmstein Gruppi Sportivi Fiamme Gialle                                               | 7"94        |
| Marcia 5000 m                                                                           | Leonardo Dei Tos Athletic Club 96                                                     | 19'16"34    | Massimo Stano Gruppo Sportivo Fiamme Oro                                          | 19'22"62 ~  | Federico Tontodonati CUS Torino                                                                    | 19'26"94 ~  |
| Staffetta 4×1 giro                                                                      | Gruppi Sportivi Fiamme Gialle Eseosa Desalu Michele Tricca Diego Marani Matteo Galvan | 1'26"40     | Atletica Riccardi Giacomo Tortu Giovanni Galbieri Federico Cattaneo Filippo Tortu | 1'26"65     | Enterprise Sport & Service Giampaolo Ippolito Gaetano Di Franco Ciro Riccardi Massimiliano Ferraro | 1'27"35     |
| Concorsi                                                                                |                                                                                       |             |                                                                                   |             | |             |
| Salto in alto                                                                           | Silvano Chesani Gruppo Sportivo Fiamme Oro                                            | 2,29 m      | Andrea Lemmi Gruppi Sportivi Fiamme Gialle                                        | 2,25 m      | Eugenio Rossi Atletica Biotekna Marcon                                                             | 2,18 m      |
| Salto con l'asta                                                                        | Marco Boni Centro Sportivo Aeronautica Militare                                       | 5,40 m      | Alessandro Sinno Centro Sportivo Aeronautica Militare                             | 5,00 m      | Max Mandusic Trieste Atletica                                                                      | 4,80 m      |
| Salto in lungo                                                                          | Emanuele Catania Gruppi Sportivi Fiamme Gialle                                        | 7,72 m      | Kevin Ojiaku Gruppi Sportivi Fiamme Gialle                                        | 7,69 m      | Stefano Tremigliozzi Centro Sportivo Aeronautica Militare                                          | 7,68 m      |
| Salto triplo                                                                            | Fabrizio Schembri Centro Sportivo Carabinieri                                         | 16,58 m     | Michele Boni Centro Sportivo Aeronautica Militare                                 | 16,14 m     | Daniele Cavazzani Atletica Studentesca CA.RI.RI.                                                   | 16,00 m     |
| Getto del peso                                                                          | Daniele Secci Gruppi Sportivi Fiamme Gialle                                           | 19,56 m     | Paolo Dal Soglio Centro Sportivo Carabinieri                                      | 17,77 m     | Sebastiano Bianchetti Atletica Studentesca CA.RI.RI.                                               | 17,61 m     |
| record dei campionati; record nazionale; record personale; record personale stagionale. |                                                                                       |             |                                                                                   |             | |             |

### Donne
| Specialità                                                                              | Oro                                                                                             | Prestazione | Argento                                                                           | Prestazione | Bronzo                                                                                             | Prestazione  |
| Corse                                                                                   |                                                                                                 |             |                                                                                   |             | |              |
| 60 m                                                                                    | Audrey Alloh Gruppo Sportivo Fiamme Azzurre                                                     | 7"34        | Martina Giovanetti Gruppo Sportivo Forestale                                      | 7"40        | Ilenia Draisci Centro Sportivo Esercito                                                            | 7"40         |
| 400 m                                                                                   | Chiara Bazzoni Centro Sportivo Esercito                                                         | 53"51       | Ilenia Vitale Libertas Friul Palmanova                                            | 53"85       | Maria Benedicta Chigbolu Centro Sportivo Esercito                                                  | 53"88        |
| 800 m                                                                                   | Elisa Cusma Centro Sportivo Esercito                                                            | 2'08"43     | Erica Franzolini Atletica Brugnera Friulintagli                                   | 2'08"91     | Isabella Cornelli Atletica Bergamo 1959                                                            | 2'09"13      |
| 1500 m                                                                                  | Giulia Viola Gruppi Sportivi Fiamme Gialle                                                      | 4'13"20     | Marta Zenoni Atletica Bergamo 1959                                                | 4'18"86     | Judit Varga Edera Atletica Forlì                                                                   | 4'23"98      |
| 3000 m                                                                                  | Giulia Viola Gruppi Sportivi Fiamme Gialle                                                      | 8'56"23     | Federica Del Buono Gruppo Sportivo Forestale                                      | 9'01"19     | Sara Galimberti Bracco Atletica                                                                    | 9'15"61      |
| 60 m hs                                                                                 | Giulia Pennella Centro Sportivo Esercito                                                        | 8"08        | Giada Carmassi Atletica Brugnera Friulintagli                                     | 8"28        | Giulia Tessaro Gruppo Sportivo Fiamme Oro                                                          | 8"44         |
| Marcia 3000 m                                                                           | Antonella Palmisano Gruppi Sportivi Fiamme Gialle                                               | 12'05"68    | Valentina Trapletti Bracco Atletica                                               | 12'35"55    | Nicole Colombi Atletica Brescia 1950                                                               | 13'53"98 > ~ |
| Staffetta 4×1 giro                                                                      | Centro Sportivo Esercito Ilenia Draisci Maria Benedicta Chigbolu Raphaela Lukudo Chiara Bazzoni | 1'37"80     | Bracco Atletica Sabrina Galimberti Daniela Tassani Laura Oberto Marta Maffioletti | 1'38"38     | Atletica Brescia 1950 Martina Piergallini Elisa Caviglia Arianna Tagliabue Johanelis Herrera Abreu | 1'39"97      |
| Concorsi                                                                                |                                                                                                 |             |                                                                                   |             | |              |
| Salto in alto                                                                           | Alessia Trost Gruppi Sportivi Fiamme Gialle                                                     | 1,92 m      | Eleonora Omoregie Atletica Malignani Libertas Udine                               | 1,85 m      | Desirée Rossit Gruppo Sportivo Fiamme Oro                                                          | 1,81 m       |
| Salto con l'asta                                                                        | Roberta Bruni Gruppo Sportivo Forestale                                                         | 4,30 m      | Giulia Cargnelli Gruppo Sportivo Forestale                                        | 4,20 m      | Tatiane Carne Gruppo Sportivo Fiamme Azzurre                                                       | 4,15 m       |
| Salto in lungo                                                                          | Laura Strati Atletica Vicentina                                                                 | 6,53        | Giulia Liboà Atletica Mondovì                                                     | 6,39 m      | Laura Oberto Bracco Atletica                                                                       | 6,24 m       |
| Salto triplo                                                                            | Dariya Derkach Centro Sportivo Aeronautica Militare                                             | 13,84 m     | Simona La Mantia Gruppi Sportivi Fiamme Gialle                                    | 13,75 m     | Eleonora D'Elicio Gruppo Sportivo Fiamme Azzurre                                                   | 13,34 m      |
| Getto del peso                                                                          | Chiara Rosa Gruppo Sportivo Fiamme Azzurre                                                      | 17,51 m     | Julaika Nicoletti Gruppo Sportivo Forestale                                       | 16,65 m     | Monia Cantarella Atletica Studentesca CA.RI.RI.                                                    | 14,91 m      |
| record dei campionati; record nazionale; record personale; record personale stagionale. |                                                                                                 |             |                                                                                   |             | |              |